# 阿扎利·阿苏马尼
阿扎利·阿苏马尼（法語：Azali Assoumani，1959年1月1日—），2016年5月26日起擔任科摩罗總統。他曾在1999年－2002年及2002年－2006年兩次出任該國元首。